# La Escapa
La Escapa (arag. L'Escapa, L'Ascapa) – opuszczona miejscowość w Hiszpanii, w Aragonii, w prowincji Huesca, w comarce Sobrarbe, w gminie Aínsa-Sobrarbe.
Według danych INE z 2005 roku miejscowości nie zamieszkiwała żadna osoba. Wysokość bezwzględna miejscowości jest równa 560 metrów. Kod pocztowy do miejscowości to 22330.